# Бичинци
Бичинци (на македонска литературна норма: Бичинци) е квартал на град Кичево, Република Македония.

## География
Бичинци е разположено в крайната източна част на града, на изток от Китино кале.

## История
Бичинската джамия е издигната в1420 година.